# Лејк Сити (Јужна Дакота)
Лејк Сити (енгл. Lake City) град је у америчкој савезној држави Јужна Дакота.

## Демографија
По попису из 2010. године број становника је 51, што је 4 (8,5%) становника више него 2000. године.
| Група             | 2000.       | 2010.      |
| Белци             | 47 (100,0%) | 42 (82,4%) |
| Афроамериканци    | 0 (0,0%)    | 0 (0,0%)   |
| Азијати           | 0 (0,0%)    | 5 (9,8%)   |
| Хиспаноамериканци | 0 (0,0%)    | 0 (0,0%)   |
| Укупно            | 47          | 51         |